# Waage (Sternbild)
Die Waage (lateinisch Libra, astronomisches Zeichen ♎) ist ein Sternbild der Ekliptik.

## Beschreibung

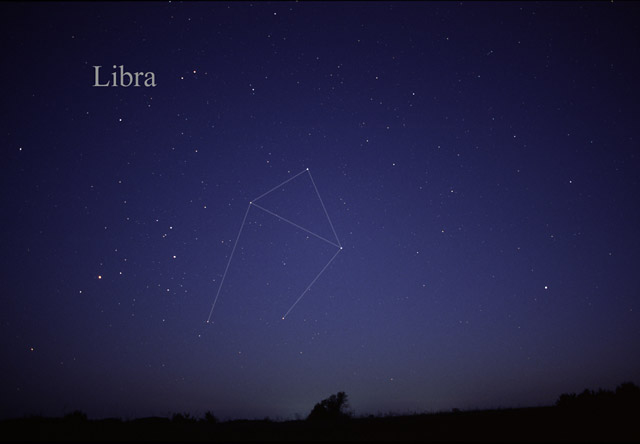
Das Sternbild Waage, wie es mit dem bloßen Auge gesehen werden kann

Die Waage ist ein Sternbild zwischen dem Skorpion (Scorpius) und der Jungfrau (Virgo). Zwei ihrer Sterne sind heller als die 3. Größenklasse.
Die Waage liegt auf der Ekliptik, so dass Sonne, Mond und die Planeten durch sie hindurch ziehen. Sie gehört somit zu den Tierkreiszeichen. Allerdings hat sich aufgrund der Präzessionsbewegung der Erdachse der Zeitpunkt des Sonnendurchgangs gegenüber der Antike verändert, weswegen das Tierkreiszeichen Waage heute nicht mehr dem Sternbild Waage entspricht. Die Sonne hält sich derzeit vom 31. Oktober bis zum 23. November in der Waage auf.

## Geschichte und Mythologie
Die Waage gehört zu den klassischen 48 Sternbildern der Antike, die von Claudius Ptolemäus beschrieben werden.
Bereits bei den Sumerern hieß das Sternbild „Waage“ (Giš-rin), vielleicht weil die Sonne vor 4000 Jahren zur Zeit der Tagundnachtgleichen dort stand, vielleicht aber auch, weil zu dieser Zeit des Jahres die Steuern eingetrieben wurden. Die Steuereintreiber wogen die fälligen Getreidemengen mit Balkenwaagen ab.
Bei den Babyloniern und antiken Griechen wurden die Sterne dagegen dem Skorpion zugerechnet und stellten dessen Scheren dar. Daher hieß die Konstellation bei den Griechen „Chelai“ (die Klauen).
Die arabischen Astronomen sahen in dem Sternbild ebenfalls einen Teil des Skorpions. Die Sterne β und γ bildeten dabei die nördliche Schere, die Sterne α, υ und σ die südliche Schere des Skorpions.
Der heutige Name Waage wurde um 100 n. Chr. von den Römern eingeführt. Für sie stellte das Sternbild das Sinnbild der Gerechtigkeit dar.
Die „südliche Schere“ wurde erst 1930 mit der Festlegung der Sternbildgrenzen durch die Internationale Astronomische Union (IAU) der Waage zugeordnet. Der Stern σ Librae wurde vorher als γ Scorpii bezeichnet.

## Himmelsobjekte

### Sterne
| B  | F  | Namen o. andere Bezeichnungen     | Größe        | Lj  | Spektralklasse |
| -- | -- | --------------------------------- | ------------ | --- | -------------- |
| β  | 27 | Zuben-el-schemali, Zubeneschamali | 2,61m        | 120 | B8 V           |
| α2 | 9  | Zuben-el-dschenubi, Zubenelgenubi | 2,75m        | 77  | A3             |
| σ  | 20 | Brachium, Cornu                   | 3,29m        | 292 | M3 III         |
| υ  |    |                                   | 3,60m        |     |                |
| θ  | 39 |                                   | 3,6m         | 120 | K4 III         |
| τ  | 40 |                                   | 3,66m        | 400 | B3 V           |
| γ  | 38 | Zuben-el-Akrab, Zubenelhakrabi    | 3,91m        | 152 | G8 IV          |
|    | 16 |                                   | 4,47m        |     |                |
| ι  |    |                                   | 4,54m        |     |                |
|    | 37 |                                   | 4,61m        |     |                |
| κ  |    |                                   | 4,71m        |     |                |
| δ  | 13 | Zuben-el-Akribi                   | 4,4 bis 5,8m | 304 | B9.5 V         |
| ε  |    |                                   | 4,92m        |     |                |
| 11 |    |                                   | 4,93m        |     |                |
|    | 48 |                                   | 4,95m        |     |                |
|    | 42 |                                   | 4,97m        |     |                |
| λ  |    |                                   | 5,04m        |     |                |
|    | 36 |                                   | 5,13m        |     |                |
| α1 |    |                                   | 5,13m        |     |                |
| ν  | 21 |                                   | 5,19m        |     |                |
|    | 12 |                                   | 5,27m        |     |                |
| μ  | 7  |                                   | 5,32m        | 250 | A1 + A5        |
|    | 41 |                                   | 5,36m        |     |                |
| η  |    |                                   | 5,41m        |     |                |
|    | 49 |                                   | 5,47m        |     |                |
| ξ2 |    |                                   | 5,48m        |     |                |
| ζ  |    |                                   | 5,53m        |     |                |
|    | 50 |                                   | 5,53m        |     |                |
|    | 32 |                                   | 5,64m        |     |                |
|    | 4  |                                   | 5,70m        |     |                |
| ξ1 |    |                                   | 5,78m        |     |                |
|    | 34 |                                   | 5,82m        |     |                |
|    | 18 |                                   | 5,88m        |     |                |
|    | 47 |                                   | 5,95m        |     |                |

β Librae ist ein 120 Lichtjahre entfernter, bläulich leuchtender Stern der Spektralklasse B8 V.

Der Name Zuben-el-schemali stammt aus dem arabischen und bedeutet „nördliche Schere“ (des Skorpions).
Der 292 Lichtjahre entfernte σ Librae (Brachium) ist ein rötlicher Stern der Spektralklasse M4 III.
γ Librae ist 152 Lichtjahre entfernt. Der arabische Name Zuben-el-Akrab bedeutet „Schere des Skorpions“.

### Doppelsterne
| Objekt | Größen    | Abstand |
| ------ | --------- | ------- |
| α      | 2,8 /5,2m | 231"    |
| ι      | 4,7/9,7m  | 8,5"    |
| μ      | 5,7m/6,6m | 2,0"    |

α Librae ist ein Doppelsternsystem in 77 Lichtjahren Entfernung. Aufgrund des weiten Winkelabstandes von 231 Bogensekunden können sie bereits mit einem Prismenfernglas beobachtet werden. Das System liegt fast genau auf der Ekliptik, daher wird es regelmäßig vom Mond bedeckt.
Der arabische Name Zuben-el-dschenubi bedeutet „südliche Schere“.
Das Doppelsternsystem ι Librae ist etwa 250 Lichtjahre entfernt. Zur Beobachtung benötigt man ein Teleskop ab 6 cm Öffnung.

### Veränderliche Sterne
| Stern | Größe        | Periode    | Typ                      |
| ----- | ------------ | ---------- | ------------------------ |
| δ     | 4,9 bis 5,9m | 2,327 Tage | Bedeckungsveränderlicher |

δ Librae ist ein 304 Lichtjahre entfernter Bedeckungsveränderlicher Stern vom Typ Algol. Seine Helligkeit verändert sich regelmäßig mit einer Periode von 2,327 Tagen.

### Messier- und NGC-Objekte
| Messier (M) | NGC  | sonstige | Größe | Typ              | Name |
| ----------- | ---- | -------- | ----- | ---------------- | ---- |
|             | 5897 |          | 8,6m  | Kugelsternhaufen |      |

In der Waage befindet sich der 45.000 Lichtjahre entfernte Kugelsternhaufen NGC 5897.

### Weitere Einzelobjekte
Erwähnenswert unter den Sternen in der Waage ist u. a. Gliese 581, ein 20,5 Lichtjahre entfernter Roter Zwerg, der etwa 50-mal schwächer als unsere Sonne strahlt (Spektralklasse: M3.5, Visuelle Helligkeit: 10.56). Er weist ein System aus mindestens drei planetaren Begleitern auf (Exoplaneten).